# Marquês da Praia e Monforte

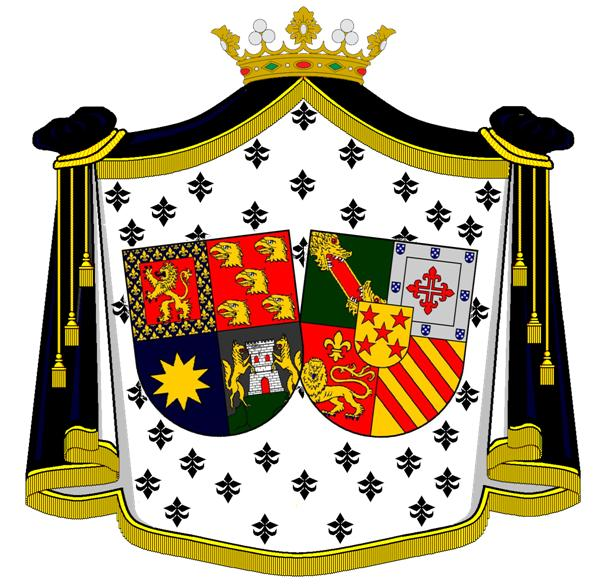
Armas grandes dos Marqueses da Praia e de Monforte.

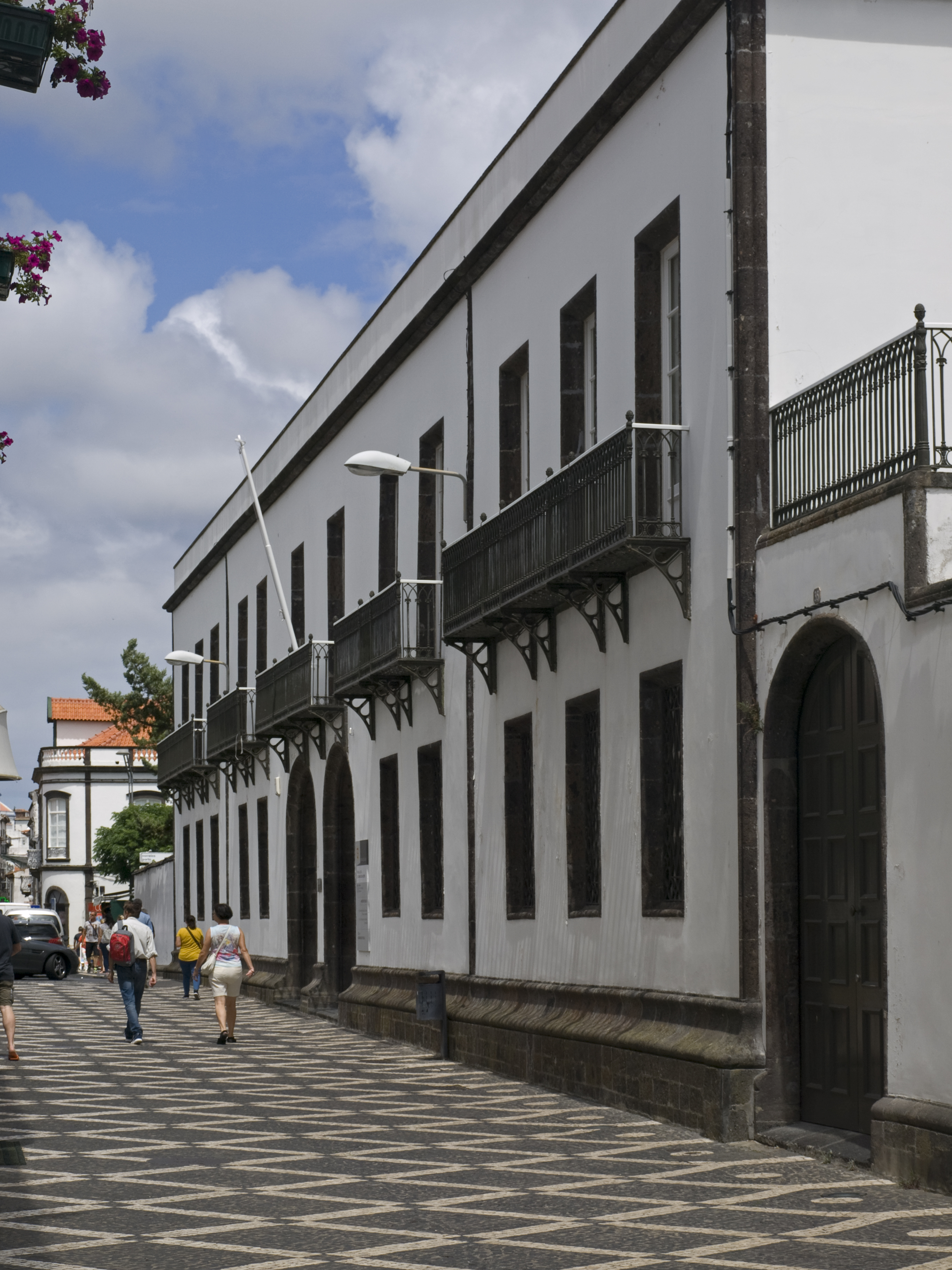
Palácio Marquês da Praia e Monforte, Ponta Delgada

Marquês da Praia e Monforte é um título nobiliárquico criado por D. Carlos I de Portugal, por Decreto de 21 de Janeiro de 1890, em favor de António Borges de Medeiros Dias da Câmara e Sousa, antes 2.º Visconde da Praia e 1.º Conde da Praia e Monforte. O título "de Monforte" foi-lhe concedido pelo direito de sua mulher, Senhora desta Casa, filha única do 1.º Visconde de Monforte.

## Viscondes da Praia
1. Duarte Borges da Câmara de Medeiros, 1.º Visconde da Praia;
2. António Borges de Medeiros Dias da Câmara e Sousa, 2.º Visconde da Praia, 1.º Conde e 1.º Marquês da Praia e Monforte.

## Viscondes de Monforte
1. Luís Coutinho de Albergaria Freire, 1.º Visconde de Monforte.

## Condes da Praia e de Monforte
1. António Borges de Medeiros Dias da Câmara e Sousa, 2.º Visconde da Praia, 1.º Conde e 1.º Marquês da Praia e Monforte.

## Marqueses da Praia e de Monforte
- 1 António Borges de Medeiros Dias da Câmara e Sousa, 2.º Visconde da Praia, 1.º Conde e 1.º Marquês da Praia e Monforte.

Foi Senhor da grande Casa de seus antepassados e Fidalgo Cavaleiro da Casa Real por Alvará de 20 de Outubro de 1842. Bacharel formado em Filosofia pela Faculdade de Letras da Universidade de Coimbra, Moço Fidalgo da Casa Real com exercício no Paço.
O título de 2.º Visconde da Praia foi-lhe renovado por Decreto de D. Luís I de Portugal de 30 de Setembro de 1875, tendo sido elevado a 1.º Conde da Praia e Monforte por Decreto de D. Luís I de Portugal de 9 de Janeiro/Julho de 1881. Foi agraciado pelo rei D. Carlos I de Portugal, por Decreto de 21 de Janeiro de 1890, com o título de 1.º Marquês da Praia e Monforte. Usou as Armas da Casa da Praia: esquartelado, o 1.º Borges, o 2.º de Medeiros, o 3.º da Câmara e o 4.º Dias do Ramo Espanhol; timbre: Borges; Coroa de Visconde, depois de Conde e de Marquês.
Par do Reino por sucessão, grande Proprietário terratenente na ilha de São Miguel, em Monforte e em Lisboa, financeiro e grande investidor, assumiu um papel de relevo como mecenas de diversas iniciativas culturais em Ponta Delgada, incluindo o Museu Carlos Machado e o actual Jardim António Borges, Lisboa e Monforte. No famoso e pitoresco Vale das Furnas, em São Miguel, foi co-fundador, protector e Presidente da Sociedade Harmónica Furnense, uma das mais antigas e prestigiadas sociedades filarmónicas, fundada em 1864. Foi um dos sócios fundadores (em 1899) da Empresa do Elevador do Carmo, de Lisboa, sociedade em nome colectivo, que era constituída por ele, pelo engenheiro Raoul Mesnier du Ponsard e pelo Dr. João Silvestre de Almeida, médico-cirurgião. Tinha por objectivo a construção e exploração do elevador e uma duração de 99 anos, período de tempo igual ao da duração da concessão. O seu capital era 75 contos de reis entrando de Ponsard com o valor da concessão, avaliado em 9 contos de reis, e mais dezasseis em dinheiro e os restantes membros com a quantia de 25 contos cada.
Casou em Lisboa, Santa Isabel, a 3 de Março de 1859 com Maria José Coutinho Maldonado de Albergaria Freire (13 de Março de 1833 - 18 de Outubro de 1893), filha única e herdeira do 1.º Visconde de Monforte, Senhora de grande Casa vincular no Alto Alentejo.
- 2 D. Duarte Borges Coutinho de Medeiros Sousa Dias da Câmara, 2.º Marquês da Praia e Monforte. Foi um político português.[1][2]

Filho varão primogénito de António Borges de Medeiros Dias da Câmara e Sousa, 2.º Visconde da Praia e 1.º Conde e 1.º Marquês da Praia e Monforte, e de sua mulher  D. Maria José Coutinho Maldonado de Albergaria Freire.
Bacharel formado em Direito pela Faculdade de Direito da Universidade de Coimbra, Oficial-Mor da Casa Real e Par do Reino.
Foi Presidente da Câmara Municipal de Loures no período de 7 de Janeiro de 1896 a 31 de Dezembro de 1898 e no período de 2 de Janeiro de 1902 a 31 de Dezembro de 1904. Foi testamenteiro de Maria Francisca Borges Coutinho de Medeiros de Sousa Dias da Câmara (1.ª Condessa de Cuba pelo casamento).
O título de 2.º Marquês da Praia e Monforte foi-lhe concedido em vida de seu pai por Decreto de D. Carlos I de Portugal de 6 de Fevereiro de 1890.
Casou a 5 de Fevereiro de 1893 com D. Maria da Conceição Pinto Leite (14 de Dezembro de 1875 - 6 de Outubro de 1933), filha do 1.º Conde dos Olivais.

## Representantes dos Marqueses da Praia e de Monforte em República
- 3 D. António Borges Coutinho de Medeiros Sousa Dias da Câmara, 3.º Marquês da Praia e Monforte;

- 4 D. Duarte António Borges Coutinho, 4.º Marquês da Praia e Monforte;

- 5 D. Ana Maria Borges Coutinho, 5.ª Marquesa da Praia e Monforte.